# 9-я гвардейская бригада управления
9-я гвардейская Львовско-Берлинская орденов Богдана Хмельницкого, Александра Невского и Красной Звезды бригада управления — тактическое соединение связи Сухопутных войск Российской Федерации.
Условное наименование — Войсковая часть № 31895 (в/ч 31895). Сокращённое наименование — 9 гв. бру.
Дислоцируется в г. Воронеж. Находится в составе 20-й гвардейской общевойсковой армии.

## История
Ведёт историю от 118-го отдельного полка связи созданного в 1942 году в годы Великой Отечественной войны. Затем полк был переименован в 6-й отдельный гвардейский полк связи и находился всю войну в составе 4-й гвардейской танковой армии. На момент распада СССР полк находился в составе 20-й гвардейской общевойсковой армии, дислоцируясь в г. Эберсвальде (ГДР).

## Музей воинской славы
В расположении бригады действует музей воинской славы. В нём находится более 100 экспонатов и панорамы военных действий в Великой Отечественной войне и локальных войнах. В музее представлены экспонаты времён Великой Отечественной войны: форма военнослужащих различных типов войск, оригинальные образцы оружия, награды, ордена, штандарты, знамёна и предметы личного пользования фронтовиков Великой Отечественной войны. Также в музее размещены собранные военнослужащими экспозиции панорамных полей боевых действий, в которых героически выполнили задачи связисты: в Берлине, в Афганистане и во время миротворческих миссий.
В мае 2021 года на территории бригада открыта аллея славы «Воинам связистам».